# Преминаване на Южния отряд през Стара планина
Преминаването на Южния отряд през Стара планина е част от зимното преминаване на Стара планина и заключителните действия на Действащата руската армия в Руско-турската война (1877 − 1878).

## Оперативна обстановка
Планът за преминаването през Стара планина е разработен на основата на идеите на руското командване за действия през заключителния период на войната. Предвижда се обход на османските сили в Средна Стара планина, излизане в долината на река Тунджа и деблокиране на Шипченския проход. Преминаването се извършва независимо от суровите зимни условия.
Силите на Южния отряд с командир генерал-лейтенант Фьодор Радецки са разделени на три колони:
- Дясна колона с командир генерал-лейтенант Михаил Скобелев с общ състав от 15 840 офицери и войници от 15 батальона, 7 дружини от Българското опълчение, 6 сотни, 2 роти сапьори и 14 ръдия. Преминава през Химитлийския проход.

- Централна колона с командир генерал-лейтенант Фьодор Радецки с общ състав от 14 000 офицери войници. Атакува Шипченския проход.

- Лява колона с командир генерал-лейтенант Николай Святополк-Мирски с общ състав от 18 800 офицери и войници от 25 батальона, една дружина от Българското опълчение, 6 сотни, рота сапьори и 24 оръдия. Преминава през Тревненския проход.

Силите на Централната османска армия с командир Вейсел паша заемат изгодни позиции на проходите и Шейновския укрепен лагер. Общият състав е от 23 000 офицери и войници от 41 табора, 26 ескадрона и 83 оръдия.

## Преминаване през Стара планина
За преодоляване на зимните трудности руските части обръщат сериозно внимание на материалната подготовка. Войниците са осигурени с храна за 8 дни. Снабдени са с топло облекло, боеприпаси и окопни инструменти. Подсигурен е необходимият транспорт. Проведено е широко разузнаване на противника. Особено ценна е помощта на българското население от района и за подготовката на пътищата и пътеките в проходите.
Авангардът на дясната колона с командир генерал-майор Николай Столетов започва движението от село Топлеш към Химитлийския проход на 24 декември в 18:00 часа. Трудният терен и снегът забавят движението. Главните сили достигат връх Караджа следобед на 25 декември. На следващия ден започват спускане към село Химитли по наклон от 45 градуса. Следобед водят ожесточен бой и отхвърлят противника от Химитлийския проход. Поради разтегляне на колоната съсредоточаването при Шейновския османски лагер завършва сутринта на 28 декември.
Авангардът на лявата колона потегля от село Радевци към Тревненския проход призори на 24 декември. Достига превала при село Селце около 13 ч. на 25 декември. След нощуване на открито и започва спускане. Отрядът на генерал-лейтенант Николай Шнитников води бой и овладява село Мъглиж, на 27 декември освобождава Казанлък. Сутринта на 28 декември колоната е съсредоточена при Шейновския османски лагер.
Централната колона на 28 декември атакува османските сили на Шипченския проход. Сковава ги и дава възможност на дясната и лявата колона да преминат успешно планината.
Въпреки изключително трудните зимни условия, Южният отряд успешно преминава проходите в Средна Стара планина. Отхвърля силите на Централната османска армия от Химитлийския и Тревненския проход. Турците са принудени да се оттеглят в Шейновския укрепен лагер. След успешното съсредоточаване, Южният отряд създава условия за разгрома на Централната османска армия.